# БКГ2
БКГ2 — Белорусский грузовой односекционный электровоз переменного тока, производимый на Датунском локомотивостроительном заводе (КНР).
Электровоз создан на основе китайского электровоза HXD2.

## Конструкция
Электровоз является адаптацией китайского электровоза серии HXD2, который, в свою очередь, был разработан Датунским заводом совместно с компанией Alstom на основе имеющегося электровоза Alstom Prima 47000 (электровозы данной серии эксплуатируются в Марокко и Франции).
Мощность — 7200 кВт, конструкционная скорость — 120 км/ч.

## Выпуск
Всего по состоянию на середину 2017 года выпущено 18 электровозов БКГ2. Данные по выпуску электровозов по годам приведены в таблице:
| Год выпуска | Серия | Количество электровозов | Номера  |
| ----------- | ----- | ----------------------- | ------- |
| 2015        | 3     | 3                       | 001—003 |
| 2017        | 15    | 15                      | 004—018 |

## Эксплуатация
По состоянию на июль 2020 года все электровозы данной модели приписаны к ТЧ-3 Барановичи.